# Kriegerin
Kriegerin è un film del 2012 diretto da David Wnendt.
Wnendt esordisce alla regia di un lungometraggio con un racconto che pone l'attenzione sulla realtà del neonazismo che prende sempre più piede tra i giovani tedeschi. 

## Trama
La giovane Marisa fa parte di un gruppo neonazista della provincia tedesca; è cresciuta con la madre con la quale vive e collabora in un negozio di alimentari, ed è affezionatissima al nonno che è ricoverato in ospedale in quanto gravemente malato.
A seguito dell'ennesima bravata, il suo partner Sandro viene arrestato, ma questo non frena minimamente lei e suoi compagni che, anzi, inaspriscono il loro risentimento verso gli immigrati. In uno di questi episodi, un ragazzino afgano le danneggia l'auto e lei, per ritorsione, rincorre lo stesso, in motorino con il fratello, buttandoli fuori strada.
Colta dal rimorso, quando il piccolo Rasul si ripresenta nel suo negozio, fraintendendo che l'assenza del fratello più grande sia dovuta alla sua morte per l'incidente quando invece lo stesso ne ha causato il rimpatrio per irregolarità, per placare l'atteggiamento ricattatorio del ragazzino e lavare la propria coscienza, comincia ad aiutarlo.
Allo stesso tempo nel suo gruppo è entrata Svenja, una quindicenne che per ribellione ad un padre autoritario, ha trovato rifugio in questo gruppo estremista da cui viene indottrinata. Marisa rivede un po' se stessa in Svenja ma questo più che intenerirla, inizialmente la infastidisce.
Quando Sandro esce di prigione, tra i due la passione sembra suggellare anche un'unità di intenti, ma Marisa, scossa anche dalla morte del nonno, rivede le sue priorità decidendo di aiutare Rasul a raggiungere la famiglia in Svezia.
Sandro scopre Rasul nascosto nel garage di Marisa e lo pesta. La cosa determina la decisione di Marisa di reagire violentemente col suo compagno, lasciando lo stesso e il gruppo di neonazisti, dal quale strappa Svenja, con la quale va via in macchina per accompagnare Rasul sulle rive del Mar Baltico dove dei trafficanti lo attendono per fargli raggiungere la Svezia.
Con i soldi che Svenja aveva sottratto ai suoi genitori, Marisa paga i trafficanti e permette al ragazzino di raggiungere il suo obiettivo. Marisa vorrebbe poi riportare Svenja a casa, salvandola da un destino simile al suo, ma viene raggiunta da Sandro che la uccide a sangue freddo.

## Produzione
In una scena di indottrinamento i ragazzi guardano il film di propaganda anti-semita L'ebreo errante  del 1940, mentre la canzone che viene intonata dagli stessi è stata scritta dall'autore delle musiche Johannes Repka in collaborazione con dei gruppi di musica punk e la sua riproduzione è proibita al di fuori della visione della pellicola.

## Riconoscimenti
- 2012 - Deutscher Filmpreis
  - Lola di bronzo al miglior film
  - Lola alla miglior sceneggiatura a David Wnendt
  - Lola alla migliore attrice a Alina Levshin